# Борис Михайловски
Борис Михайловски (на македонска литературна норма: Борис Михаjловски) е офицер, бригаден генерал от Северна Македония.

## Биография
Роден е на 27 юли 1944 г. в демирхисарското село Зашле в семейството на Наке и Стойна. Завършва четвърти клас в родното си село, а след това до 8 клас учи в Долно Дивяци. През 1963 г. завършва средно икономическо училище в Битоля, а през 1966 г. Военната академия на Сухопътните войски на Югославската народна армия. Военната си служба започва като командир на взвод в Баня Лука през 1966 г. Остава на този пост до 1970 г., когато е назначен за командир на топографска батарея към артилерийски разузнавателен дивизион. Между 1973 и 1975 г. е офицер на разузнавателен полк в Дяково. От 1975 до 1976 г. е помощник началник-щаб по организация, мобилизация и лични работи на артилерийски полк пак там. Между 1976 и 1977 г. е помощник началник-щаб по оперативно-практическите действия на артилерийски полк. В периода 1977 – 1979 г. учи в Команднощабна академия. От 1979 до 1980 г. е командир на гаубичен артилерийски дивизион в Кичево. Между 1980 и 1986 г. е началник на артилерията на Трета югославска армия с местоназначение в Битоля. В периода 1986 – 1991 г. е командир на смесен артилерийски полк в Тетово. През 1987 г. завършва Команднощабна школа по операциите. През 1991 г. е назначен за началник по Оперативно-практическите действия в командването на 41 корпус на 3 армейска област. От 1991 до 1992 г. командир на областен щаб в Териториалната отбрана в Битоля. Между 1992 и 1999 г. е началник-щаб, той и заместник-командир на втори армейски корпус на армията на Северна Македония.

## Военни звания
- Поручик (1969)
- Капитан (1972)
- Капитан 1 клас (1975)
- Майор (1979)
- Подполковник (1984)
- Полковник (1989)
- Бригаден генерал (1997)

## Награди
- Орден за военни заслуги със сребърни мечове, 1969 година;
- Орден на Народната армия със сребърна звезда, 1976 година;
- Орден на труда със сребърен венец, 1981 година;
- Орден за военни заслуги със златни мечове, 1985 година;
- Орден на труда със златен венец, 1989 година;